# Сражение при Романи
Сражение при Романи (англ. Battle of Romani) — одно из сражений на Синайско-палестинском фронте Первой мировой войны, проходившее на севере Синайского полуострова с 3 по 5 августа 1916 года между войсками Британской и Османской империй. Закончилось победой англичан.

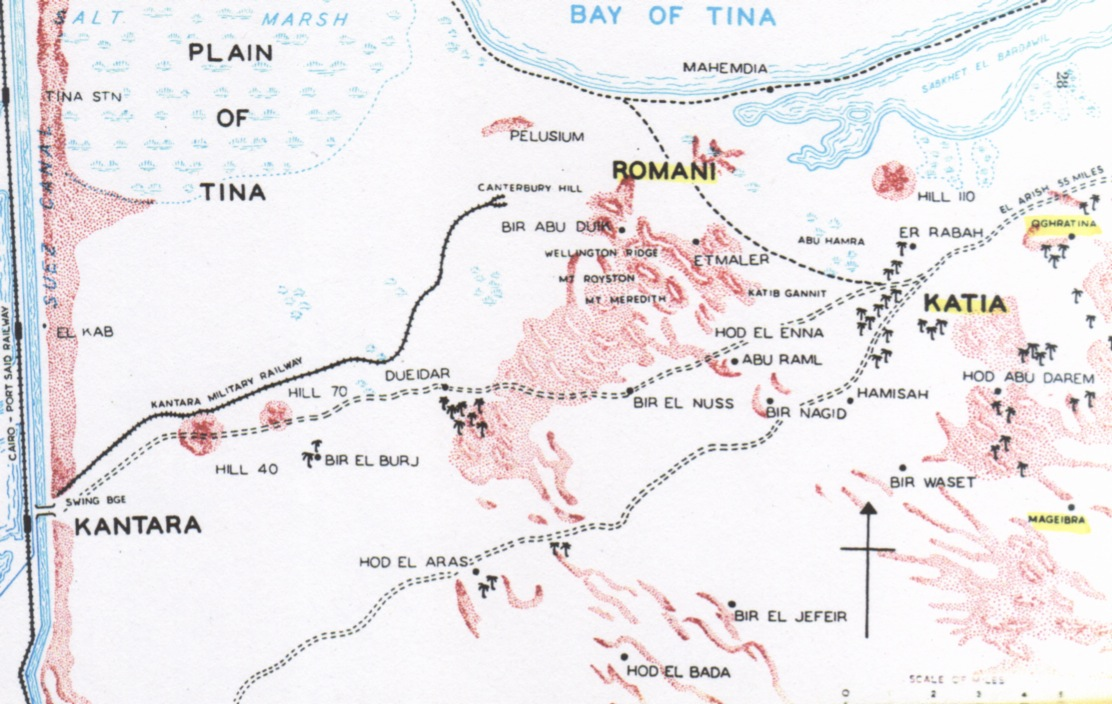
Район сражения

## Планы и силы сторон
Поражения британских войск в Дарданелльской операции (апрель 1915 — январь 1916 года) и при Кут-эль-Амаре в Ираке (декабрь 1915 — апрель 1916 года) воодушевили Джемаль-пашу, командующего 4-й османской армией и губернатора Сирии, провести новое наступление с целью захвата Суэцкого канала. К весне на синайском фронте были сосредоточены крупные силы: 8 османских дивизий, поддержанных немецким Азиатским корпусом генерала Фридриха Кресса фон Крессенштейна и австро-венгерским артиллерийским отрядом. 
23 апреля 1916 года турецко-германские войска захватили британский форпост в боях при Катии к востоку от канала, но были отброшены в ходе параллельной атаки у Дуйдара. 

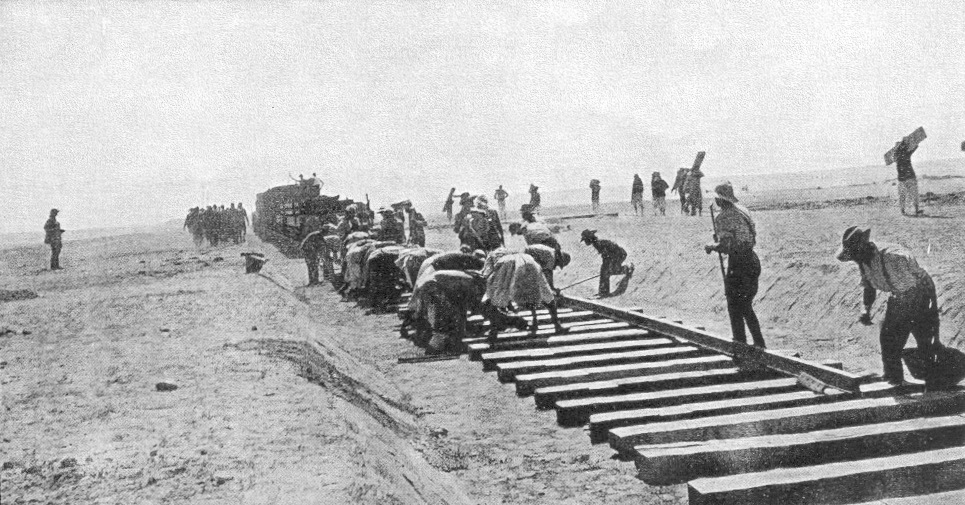
Прокладка британской железной дороги на Синае. 1916 г.

Британский генерал Арчибальд Мюррей, командующий британскими войсками в Египте, получил значительные подкрепления, а также построил водопровод и узкоколейную железную дорогу, чтобы облегчить снабжение своих войск. В июле английская разведка узнала о концентрации сил противника в Катии, недалеко от озера Бардавиль, недалеко от древнего города Пелусий, которые могли угрожать британским позициям в Романи (Бир ар Руммана). Британские позиции в Романи обороняли конная дивизия АНЗАК генерала Гарри Шовеля и британская 52-я пехотная дивизия генерала Уилфрида Э. Б. Смита, бывшие под общим командованием Г. А. Лоуренса и насчитывавшие 14 000 человек. 

## Ход сражения

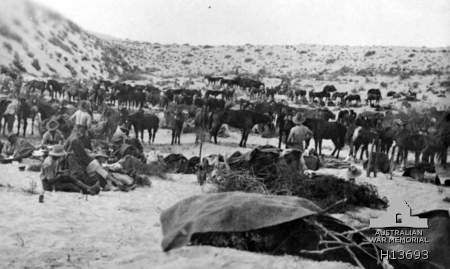
Австралийский полк легкой кавалерии под Романи. 1916 год

20 июля первая атака османского авангарда была отбита силами АНЗАК. 
В ночь с 3 на 4 августа главный удар был нанесен германским корпусом и 3-й османской дивизией под командованием Кресса фон Крессенштейна и Рефет-бея общей численностью 16 000 человек. Передовые войска вскоре столкнулись с заслоном, установленным 1-й легкой кавалерийской бригадой (кавалерийская дивизия АНЗАК). В ходе тяжелого боя перед рассветом 4 августа австралийские всадники были постепенно вынуждены отступать. Когда наступил день, его линия была усилена 2-й бригадой легкой кавалерии, и к середине утра 5-я кавалерийская бригада и новозеландская бригада конной пехоты вступили в бой. В течение 4 августа бои продолжились при гнетущей жаре. Вместе четыре бригады конной дивизии АНЗАК сумели сдержать атакующих, и противник перенаправил атаки на 52-ю пехотную дивизию, прочно закрепившуюся у Романи и железнодорожного полотна. Глубокий песок, жара и жажда взяли верх, и продвижение турецко-германских войск было замедлено.
На следующее утро, 5 августа, турецко-германские войска упорно сражались, чтобы удержать свои позиции, но вечером были вынуждены отступить к Катии.
С 6 по 9 августа австралийско-новозеландская кавалерия и британская авиация преследовали противника, взяв много пленных. Преследование закончилось 12 августа, когда османы оставили свою базу в Бир аль-Абеде и отступили в Эль-Ариш.

## Результаты
Османская сторона зафиксировала 1500 убитых и около 4000 пленных. Британцы сообщили о потерях в 200 убитых и 900 раненых.
Это сражение положило конец последней попытке наступления Центральных держав в направлении Египта. Победа способствовала повышению престижа союзников в регионе, поощрила арабское восстание в Хиджазе, начавшееся в июне 1916 года, и подготовила британское наступление на Палестину, начавшееся с битвы при Магдабе в декабре 1916 года.